# Клаус ван Амсберг
Принц Клаус фон Амсберг (на нидерландски: Claus-Georg Wilhelm Otto Friedrich Gerd von Amsberg, 6 септември 1926 – 6 октомври 2002) е съпруг на кралица Беатрикс Нидерландска и принц-консорт на Нидерландия по време на нейното царуване. След женитбата си той получава титлата „принц на Нидерландия“. Той е бивш германски дипломат.

## Биография

### Ранни години
Клаус фон Амсберг е роден във фамилното имение на семейството на майка му, близо до Хицакер, Германия. Той е второто дете и единственият син на Клаус Феликс фон Амсберг и баронеса фон дем Бусхе-Хаденхаузен. Клаус има шест сестри. В края на 1929 г. семейството се премества в Танганика. От пролетта на 1933 г. до края на 1936 г. Клаус и две от сестрите му живеят в Бад Доберан, Германия, при своите баби. От 1936 г. до 1938 г. Клаус е в училище с пансион в Танганика, след което се връща в Германия и продължава там образованието си. Участва в задължителната за младежи на неговата възраст организация Хитлерюгенд. 
През 1944 г. е призован да се присъедини към Вермахта. Изпратен е на фронта в Италия през март 1945 г., но е пленен от американските военни части в Мерано, преди да е взел участие в битка. След репатрирането му, завършва средното си образование си в Люнебург и изучава право в университета в Хамбург. Присъединява се към германския дипломатичаски корпус и работи в Санто Доминго и Кот д'Ивоар. Остава в Африка до 1963 г., когато е прехвърлен в Бон, където работи за Министерството на външните работи в департамента, отговарящ за икономическите отношения с африканските страни на юг от Сахара.

### Клаус и Беатрикс Нидерландска
През 1964 г. Клаус се запознава с принцесата на Нидерландия Беатрикс. Връзката между германския дипломат и принцеса Беатрикс не е одобрявана от много нидерландци, заради участието му в Хитлерюгенд и Вермахта по времето на Втората световна война. По време на сватбената церемония, състояла се на 10 март 1966 г., извън двореца има бурни публични протести. 
Клаус успява да се справи с отрицателните настроения срещу него и постепенно се превръща в най-популярния член на кралското семейство, както потвърждават резултатите от многократни проучвания. Двамата с Беатрикс имат трима сина. 
На 30 април 1980 г. кралица Юлиана Нидерландска абдикира в полза на дъщеря си Беатрикс, която става новата кралица. 

### Здравословно състояние и смърт
През годините Клаус има редица здравословни проблеми. Страда от депресия, заради което постъпва в клиника през 1982 и 1991 г. От 1987 г. има Паркинсонова болест. През 1998 г. е опериран от рак на простатата, а през 2001 г. – заради бъбречни проблеми.  Умира на 6 октомври 2002 г. след дълго боледуване. Като причина за смъртта е посочена пневмония. Балсамираното му тяло е положено в гробницата на кралското семейство в Делфт на 15 октомври.

## Интереси
Клаус се интересува от фотография, музика и литература. Играе голф и тенис. 

## Потомство
Клаус и Беатрикс имат 3 деца:
- крал Вилем-Александър Нидерландски (р. 27 април 1967 г.) – първия наследник от мъжки пол на нидерландския престол от близо столетие) [2]
- принц Йохан-Фрисо Орански (р. 25 септември 1968 г.)
- принц Константейн Орански (р. 11 октомври 1969 г.)